# Ramón Beade Méndez
Ramón Beade Méndez (Tiobre-Betanzos, 7 de abril de 1900-id. 5 de julio de 1956) fue un político socialista español.

## Biografía
Dirigente agrario, secretario de la Asociación de Agricultores de Tiobre, militante de Partido Socialista Obrero Español (PSOE), fue delegado a los congresos de 1931 y 1932, líder de la Federación Comarcal de Betanzos de la Unión General de Trabajadores de España (UGT) y la Federación de Trabajadores de la Tierra. Iniciado en la masonería con el nombre simbólico de «Ronsel», perteneció a la logia madrileña «Concordia nº 14».
En las elecciones municipales de 1931 fue elegido concejal de Betanzos y, después, desde el 30 de mayo de 1933 hasta el 18 de octubre de 1934, alcalde. También obtuvo escaño de diputado a las Cortes Constituyentes de la Segunda República por la circunscripción de La Coruña-provincia en las elecciones de mayo de 1931. Participó en el comité de redacción del primer borrador de Estatuto de Autonomía de Galicia en 1932. No renovó escaño en las elecciones de 1933 y tras la revolución de 1934, momento en el que protagonizó con Xoán Xesús González y Xaime Quintanilla, una escisión en el seno del PSOE gallego que dio lugar a la Unión Socialista Galega (USG), fue destituido como alcalde por el gobierno de la Confederación Española de Derechas Autónomas (CEDA) y encarcelado en el castillo de San Felipe (Ferrol). Puesto en libertad en 1935, a finales de ese año volvió a incorporarse al PSOE. Fue repuesto en la alcaldía tras la amnistía de 1936 y fue elegido diputado a Cortes en la candidatura del Frente Popular en las elecciones de 1936, nuevamente por La Coruña.
Con el rápido triunfo del golpe de Estado de julio de 1936 en Galicia, Ramón Beade permaneció oculto en la Guerra Civil. Su familia hizo creer que se encontraba en México, mientras que otras fuentes sostienen que se le dio por muerto. Sea como fuere, en 1947 entró en contacto con miembros del PSOE en el exilio, como Indalecio Prieto, e inició la reconstrucción del PSOE en Galicia, pero fue detenido en 1951 y condenado a doce años y un día de reclusión menor, pena que durante un tiempo cumplió en su domicilio hasta su fallecimiento.